# Sovere
Sovere là một đô thị ở tỉnh Bergamo trong vùng Lombardia của nước Ý, có vị trí cách khoảng 80 km về phía đông bắc của Milano và khoảng 30 km về phía đông bắc của Bergamo.
Sovere giáp các đô thị: Bossico, Cerete, Endine Gaiano, Gandino, Lovere, Pianico, Solto Collina.